# Zer06 - Zer08
Zer06 - Zer08 è il secondo album in studio del rapper italiano Raige, pubblicato il 18 maggio 2009 dalla Doner Music.

## Tracce
1. Un giorno in meno – 3:35
2. Dove capita – 3:39
3. Il posto giusto – 3:18
4. Di che parlo (feat. Ensi, Rayden) – 3:47
5. Prendo tutto – 3:50
6. Sempre qui (feat. Ensi) – 3:31
7. Ci sarà – 4:17
8. Re del niente (feat. Gloria) – 3:54
9. Suonami boss – 4:08
10. Salvezza (feat. Tormento) – 3:44
11. Rock & Roll – 3:18
12. Una volta e per sempre (feat. Ensi, Rayden) – 3:59
13. Esplodi – 3:10
14. Signore e signori – 3:57
15. Non è uguale (feat. Ensi) – 3:18